# Речище (рукав Днепра)
Речище (укр. Річище) — левый рукав реки Днепр, протекающий по Черниговскому району (Черниговская область, Украина).

## География
Длина — 12 км. Русло реки (отметки уреза воды) в нижнем течении (устье) находится на высоте 103,9 м над уровнем моря. Скорость течения — 0,5.
Рукав ответвляется от основного русла Днепра вместе с протокой Бирюха севернее острова Заспа — южнее села Неданчичи. Река течёт на юг, делая повороты в западной и восточном направлениях. Впадает в реку Днепр (на 1060-м км от её устья) северо-западнее села Пустынки. Исток и устье расположены непосредственно восточнее государственной границы Украины с Белоруссией.
Русло сильно-извилистое, с крутыми поворотами. Верховье, до впадения протоки Бирюха, маловодное. Сообщается временными и постоянными протоками с основным руслом реки Днепр, например, протокой Бирюха. Рукав Речище и основной рукав Днепра вместе с протоками образовывают группу островов (например, Заспа). Берега обрывистые с пляжами и без, высотой 2-4 м. Примыкают системы каналов. В приустьевой части на правом берегу расположено озеро Татарка.
На реке стоит село Мнёв.